# هتل شهر (آمل)
هتل شهر آمل هتلی ۳ ستاره در شهر آمل است.

## تاریخچه
این هتل به دست معماران اتریشی در زمان پهلوی اول ساخته شد. این هتل در زمینی بمساحت ۳۴۰۰ مترمربع و با زیربنای ۱۷۷۰ متر مربع می‌باشد. از این هتل در زمان واقعه ۱۳۶۰ آمل به عنوان ساختمان مرکزی بسیج استفاده می‌شد که مورد حمله اتحادیه کمونیست‌ها قرار گرفت. نام قدیمی این هتل، هتل شهرداری آمل بود که همزمان با مرمت آن در سال ۱۳۸۹ و ۱۳۹۰ به هتل شهر تغییر نام داده شد و در سوم خرداد ۱۳۹۲ برای اولین بار پس از انقلاب ۱۳۵۷ ایران و به عنوان هتل، مورد بهره‌برداری مجدد قرار گرفت.

## مشخصات و معماری
مساحت کل زمین ۳۴۰۰ متر مربع، بنای مفید هتل ۱۷۶۰ متر مربع و دارای ۲۱ اتاق مجهز به سرویس بهداشتی و حمام، قهوه‌خانه سنتی، رستوران ایرانی، لابی، اتاق چمدان، روم سرویس، اتاق مدیریت و پارکینگ خودرو برای حدود ۹۰ دستگاه است.
هتل در ۲ طبقه و در جوار پل معلق آمل و پل دوازده چشمه واقع شده است.